# Загибель Віктора Цоя
Цой Віктор Робертович (1962—1990) — культовий радянський рок-виконавець 1980-х років, у віці 28 років загинув в автомобільній катастрофі коли повертався з риболовлі на якій перебував в повній самотності. Трагедія сталася 15 серпня 1990 року о 12 годині 28 хвилин на 35-му кілометрі порожнього й безлюдного шосе Слока — Талсі під Тукумсом в Латвії, в декількох десятках кілометрів від Риги.
За офіційною версією на короткій (5,6 км) ділянці звивистої дороги шириною менше 5 метрів, з підступаючими до узбіч деревами, розігнав автомобіль Москвич-2141 до швидкості не менше 100 км/год, вилетів на зустрічну смугу і зіткнувся з автобусом «Ікарус-250», який їхав на швидкості не менше 70 км/год. Смерть Віктора настала миттєво, водій автобуса не постраждав. ДТП відбулося без жодних свідків. Розслідування не розглядало версію «підлаштованої» трагедії. На місці автокатастрофи гальмівного сліду автомобіля «Москвич» чи автобусу Ікарус-250 не було. Фотографій пошкодженого після ДТП автобусу, або фотографій відразу після ДТП автомобіля Віктора немає. Кримінальну справу слідчий не порушувала — за згодою прокурора, «у зв'язку з відсутністю складу злочину в діях водіїв». Судово-медичні, трасологічні та інші експертизи не проводилися. Через три роки справа була знищена.

## Смерть в автокатастрофі

### Інформація з різних джерел
З 14 на 15 серпня Юрій Каспарян повертався з Прибалтики, де він був разом із Цоєм.
15 серпня 1990 року о 6:00 ранку Віктор попрощався із сином, який залишився чекати його на дачі, і поїхав на рибалку.
За два тижні до загибелі Віктора у господаря будинку, де відпочивав Віктор, втопився син.
15 серпня 1990 року біля третьої години ночі (за іншими даними о: 5-й; 6-й годині ночі) Віктор Цой сам-один поїхав на риболовлю на озеро Енгурес. Прихильники творчості Віктора Цоя вважають, що перед автокатастрофою Віктор риболовив або на озері Енугре, або на озері Ріделю. Зі слів Наталії відомо, що було декілька місць, де Цой ловив рибу, і невідомо, куди саме він направився цього разу. Того ранку Наталія і Саша прокинулись, і Віктор запропонував сину поїхати з ним. Олександр відмовився, оскільки не виспався. За іншою інформацією, спогади Мар'яни є невірними, бо хлопчиків ніхто так зранку не будив — Саша був ще маленьким для таких розваг, тому Віктор більше часу проводив з сином Наталії, якому було 11 років, а Саша залишався під наглядом Наталії.
Назад Цой повертався опівдні. Від озера до селища — 15 хвилин автомобілем. Дорога весь час звивиста, і лише біля мосту через маленьку річку Тейтопе вона пряма. Проте попереду була небезпечна ділянка дороги — «сліпий» поворот. Автомобіль Віктора мчав узбіччям дороги більш ніж 230 метрів, після чого різко повернувся на дорогу і виїхав на зустрічну смугу. Назустріч Вікторові в протилежному напрямку рухався автобус Ікарус-250, який, проїжджаючи той самий «сліпий» поворот перед річкою, виїхав на пряму ділянку дороги.
У цей момент відбулось зіткнення. Водій «Ікаруса» різко звернув управо. «Москвич» Я6832ММ вдарився переднім правим крилом у ліву передню частину автобуса, і від удару «Москвич» віднесло майже на 20 м убік (на 18 м). Від удару автобус з'їхав у річку, а автомобіль Віктора Цоя вдарився об захисну огорожу моста. За словами Айзеншпіса, «Москвич» від удару відлетів у річку майже на 100 метрів. В автобуса від зіткнення був пошкоджений лівий траверс — це означає, що зіткнення не було лобовим. Лічильник пробігу «Москвича» зупинився на відмітці 3400 км. Кермо зігнуте з боку водія, збиті сидіння, розламаний щиток передньої панелі, капот відлетів, двигун відлетів далеко вбік від «Москвича» (50 метрів від автомобіля), все інше зім'яте. На асфальті від удару залишилися вибоїни і сліди заносу, за якими місце зіткнення визначити було нескладно. Поруч із машиною лежав молодий чорнявий хлопець. Слід протектора від правого колеса його «Москвича» відзначений на правому узбіччі за 21 метр до містка, від «кишені» автобусної зупинки, криволінійний. Перш ніж водій «Москвича» зумів відреагувати і став знову повертати на дорогу, авто збило ряд загороджувальних стовпців. Водій побіг на хутір викликати «швидку». Та приїхала через 5 хвилин. На місці аварії був онук господаря хутора Тейтупніеки (прямо перед котрим відбулось зіткнення) Коля Звонніков. Того дня у водія «Ікаруса» виповнювалось 20 років його весілля.
Автомобіль Віктора був повністю зруйнований, одне з коліс так і не знайшли. Номерні знаки транспортного засобу були пошкоджені так, що їх неможливо було прочитати. Деякі автори вказують, що двигун розкришився, а його залишки знаходили в радіусі 60 метрів. Зі слів Айзеншпіса, єдині деталі, які збереглись від зіткнення, — кришка багажника з нерозбитим склом і задній міст. Автомобіль Цоя після аварії привезли в Ленінград, де Ліпницький мав змогу його бачити.
Від озера, де Віктор рибалив, до місця зіткнення — 14 кілометрів. Віктор відмінно знав дорогу, оскільки три роки підряд відпочивав у цьому місці.
Коли Віктор вчасно не повернувся додому, Наталія занепокоїласяся і поїхала його шукати. Наталія побачила цей автобус, який з'їхав у річку. Вона помчала в найближче містечко, тому що вони жили в селі, знімали будинок. Там все з'ясувалося.
Наталія додзвонилася своїй мамі в Москву, а мама почала дзвонити в Ленінград — знайшла номер телефону Каспаряна, але Юрія не було вдома. Тоді мама знайшла Маріанну, яка знайшла Каспаряна за номерами телефонів друзів. Через півгодини всі вже виїхали з Ленінграда. З Маріаною і Каспаряном поїхав Ігор Тихомиров із дружиною, які буквально за три години до цього приїхали з села, де теж відпочивали разом. Усі поїхали на двох машинах: Тихомиров із дружиною — на своєму автомобілі, а Маріана з Юрієм. О десятій ранку на наступний день після нещастя Маріана вже сиділа у слідчого і підписувала папери. Ще через добу всі виїхали звідти, везучи з собою тіло Віктора.
Юрій Айзеншпіс на місце трагедії не приїжджав, пославшись на те, що на авто поїхав до Ленінграда (з Москви це 715 км), оскільки квитків на авіапереліт у Латвію (з Москви до Слоки 957 км) не було. З Ленінграда до Слоки — 617 км.
1995 року до Тукумса приїздило японське телебачення.

### Офіційна версія
У чергову частину Тукумського райвідділу зателефонував мешканець хутора Дреймані А. Р. Нейманіс, і повідомив, що недалеко від його будинку, приблизно о 11 годині 30 хвилин (за місцевим часом) легковий автомобіль темного кольору врізався в зустрічний «Ікарус». Є жертви. На місце дорожньо-транспортної пригоди, тобто до 35-го кілометра дороги Слока — Талси, виїхали слідчий Еріка Казимирівна Ашмане (майор міліції Тукумського РОВД) і старший інспектор ДПС відділення ДАІ Тукумського РВВС старший лейтенант міліції Яніс Елмаровіч Петерсон. Дізнання проводила Еріка Ашмане.
Інспектор ДАІ МВД Латвійської республіки Н. Бочков газеті «На зміну!» (газета вийшла 18 серпня) повідомив, що за попередніми даними можна припустити, що Цой заснув за кермом, але точніші причини загибелі покаже слідство.
Власною суб'єктивною думкою Е. К. Ашмане є те, що Віктор заснув за кермом. В іншому джерелі (СМ «Сегодня» від 1995 року) зазначалось, що особистою думкою Ашмане є те, що це звичайне ДТП. Е. К. Ашмане зазначала, що про загибель Віктора газети пишуть побіжно, часто неправильно, і що вона не називала швидкість авто в 130 км/год, а також, що їй невідоме походження рядків про «Аналіз клітин мозку, який свідчить про те, що Віктор заснув за кермом, ймовірно, від перевтоми» (від риболовлі перевтомився, чи що?).
Відповідно до офіційної версії Цой заснув за кермом, після чого його Москвич-2141 вилетів на зустрічну смугу і зіткнувся з автобусом Ікарус-250. Хоча в офіційній версії про те, що Віктор заснув за кермом, не згадується ніде. Людина повинна володіти дуже особливими здібностями, щоб заснути за кермом при швидкості 130 км/год, а тим більше на короткій ділянці і звивистій дорозі. Юрій Бєлішкін, колишній концертний директор групи «Кино», впевнений, що Віктору допомогли піти з життя. Сама експертиза була дивною, як і її дивні висновки. Бєлішкін заперечує версію про те, що Віктор заснув за кермом. За 48 годин до смерті Віктор не вживав алкоголь, а наркотичних речовин у його крові теж не було знайдено. Уся запланована поїздка відбувалась вдень і не могла перевищувати 15 хвилин. Тож часу і підстав, щоб заснути за кермом, не було. (від озера Енгурес до місця загибелі Віктора 5 хв їзди — 5,6 км). Юрій Бєлішкін зазначав, що «ніколи не розслаблятися Віктора навчав президент східних єдиноборств майстер бойових мистецтв В'ячеслав Цой» (вбитий кілерами в 1995 році в Петербурзі), у якого Віктор брав уроки карате (карате Віктор займався з 1985 року) і кунг-фу.
|  | Віктор йшов по життю на м'яких котячих лапах. Був украй обережним. |

Цю обережність і організованість Віктора Цоя підтверджує й Юрій Бєлішкін.
Відповідно до висновку криміналістичної експертизи ДАІ:
«Швидкість автомобіля «Москвич» у момент зіткнення становила не менш як сто кілометрів на годину. Швидкість автобуса «Ікарус» не перевищувала сімдесяти кілометрів на годину».

Швидкість «Москвича» точно встановити не вдалося. Водієм «Ікаруса» був Янікс Фібікс.
В оперативному зведенні Латвійської державної автоінспекції говорилось:
«Зіткнення автомобіля «Москвич-2141» білого кольору з московськими номерами (цифри нерозбірливі внаслідок пошкоджень номерних знаків) з рейсовим автобусом «Ікарус-250» відбулось о 12 годині 15 серпня на 35-му кілометрі траси Слока-Талси біля повороту на Тукумс. Автомобіль «М-2141» рухався зі швидкістю не менш як 130 км/год, і водій — громадянин Цой Віктор Робертович не впорався з керуванням. Смерть Цоя В.Р. настала миттєво, водій автобуса не постраждав.»

У Віктора був «Москвич» темно-синього кольору. Працівники ДАІ не знайшли гальмівного сліду автомобіля «Москвич».
|                             | «Москва, МВС СРСР: 15 серпня ц.р. о 11.30 на 35 км дороги Слока-Талси Тукумського району Латвії водій а/м «Москвич», д.н. Я 6832 ММ, Цой Віктор Робертович, 1962 р., прож. м Ленінград, вул. Ветеранів, 99, кв. 101, відпочивальник у м Юрмалі, відомий естрадний співак, перевищив швидкість, допустив виїзд на зустрічну смугу руху, де зіткнувся із зустрічним автобусом «Сільгосптехніки» Талсинського району, д.н. 0518 ВРН. Цой В. Р. на місці події помер. В. о. міністра МВС Латвії Індріков. Прд. Абрамовська». |
| — текст службової телеграми | |

Офіційний висновок слідства: все, що трапилось на безлюдній латвійській трасі, визнали нещасним випадком.
Серед уламків «Москвича» знайшли три вудки й інші рибальські знаряддя, магнітофон, колонки, інструмент, запасне колесо, документи, гроші та дві маленькі рибки.
Після аварії у Цоя та водія автобуса брали кров для аналізу на алкоголь.
Паталогоанатомічний аналіз тіла померлого Віктора проводила спеціальна група Латвійського республіканського бюро судово-медичної експертизи. У своєму висновку від 20 серпня 1990 року вона відмітила, що рок-музикант напередодні катастрофи був тверезий і перед смертю алкоголь не вживав. Судмедекспертом був Олексій Сімановський.
Кримінальну справу слідчий не порушувала — за згодою прокурора, «у зв'язку з відсутністю складу злочину в діях водіїв». І, отже, судово-медичні, трасологічні та інші експертизи не проводилися. Через три роки справу було знищено, бо це був «відказний» матеріал, і кримінальну справу прокуратура не порушувала. На місці трагедії встановили дорожній знак «Крутий поворот» і більше там аварій не було.
З боку родичів жодних претензій не було. Мати Віктора, вважає нісенітницею, що її син заснув за кермом, бо поїздка була недовгою і відбувалась удень. Вона стверджує, що Віктор був дуже спокійним і врівноваженим, — що вона навіть ніколи й гадки не мала говорити йому бути обережним. Проте, така позиція є суперечливою, коли Валентина Цой одночасно припускає, що її син міг розвинути дуже високу швидкість на автомобілі (100 км/год), при цьому виїхавши на узбіччя. Його увагу також могла відволікти музика (він працював над своїм останнім альбомом). Внаслідок цього перед поворотом він виїхав на зустрічну смугу.

### Інші версії
В 2013 році російський телеканал у передачі про Цоя пропонував брати до уваги, що саме на початку 1990 року американські фармацевти оголосили про винайдення нового снодійного засобу нового покоління — речовини, яка виводиться з організму протягом однієї години. Маріанна Цой пише, що в те, що Віктор заснув за кермом не вірить ніхто з близьких.
Версія про самогубство відкидається з декількох причин. Вважають, що про суїцид можна було б говорити, якби сталося фронтальне зіткнення на відкритому шосе на смузі зустрічного руху. Творчий злет Віктора Цоя, конкретні плани на майбутнє — підготовка нового альбому, головна роль у художньому фільмі, гастрольні турне по Південній Кореї, Японії — відкидають версію про самогубство теж. Йому було 28 років — тільки почав жити, вибравшись з вугільної ями; Цой свідомо не піддав би небезпеці пасажирів «Ікаруса». Він був чесний. Співак збирався зніматися в новому художньому фільмі; на нього чекали гастролі в Південній Кореї і Японії. На 15 вересня 1990 року було заплановано зйомки фільму «Діти Сонця». У плани Віктора Цоя і президента східних єдиноборств майстра бойових мистецтв В'ячеслава Цоя входили зйомки власного фільму «Цой в квадраті». У планах Цоя було відзняти кінокомедію. Планувалося відзняти радянсько-американський амбіційний фільм «Цитадель смерті» — з Цоєм у головній ролі і Вільямом Ґібсоном як співавтором сценарію (футуристичний сюжет про Ленінград, який стає вільним капіталістичним містом, незалежним від охопленого громадянською війною СРСР). З американської сторони в проекті брали участь відомий продюсер Ед Прессман, як співпродюсер — Тоні Саффорд, який представляв у той час New Line Cinema, і з японської сторони — Amuse Inc. разом із Кікі Міяке і її нью-йоркською компанією Little Magic. Спочатку бюджет фільму планувався в рамках 5 мільйонів доларів, однак у договорі було закладено бюджет від 10 мільйонів і вище, а також можливість стовідсотково американського фільму, що відбилося б на подальшому збільшенні бюджету.
Існувала версія, що Віктора вбили через гроші (дуже багато заробляв); у всьому винна наркомафія, з якою Віктор нібито був пов'язаний; зміна продюсерів групи «Кино» і перерозподіл виручки від гастрольної діяльності та авторські права. За такої кількості версій, та ще й «по гарячих слідах» жодних розслідувань не проводили, як і повторного розтину:

У вбивство Маріанна не вірить: 
|  | Судячи з усього, порушення було з боку Віті, судячи по слідах протекторів на асфальті. Він врізався в автобус на зустрічній смузі. Елементарна автомобільна катастрофа. В вбивство я не вірю. Цой не був людиною, яку комусь хочеться вбити. |

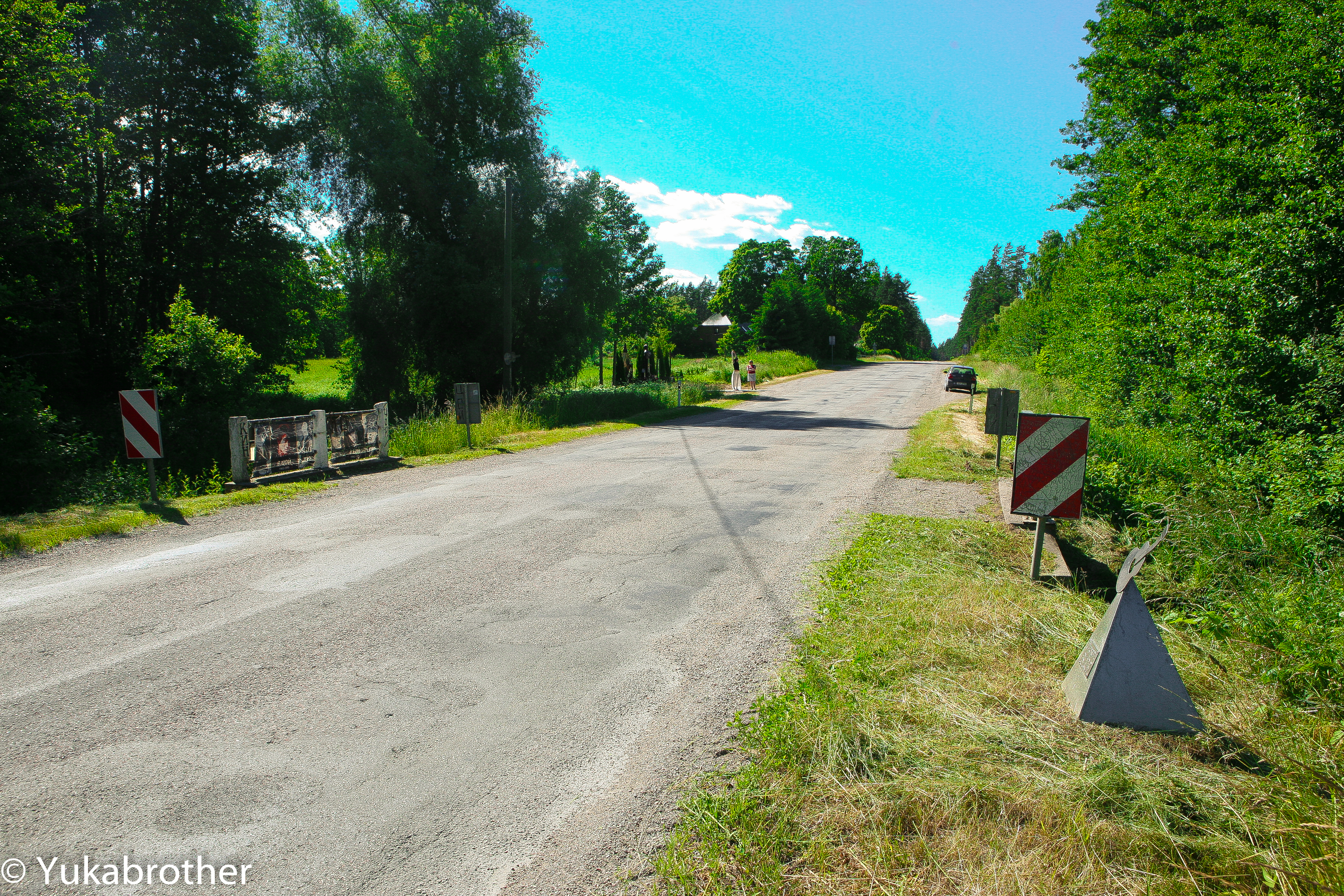
Сучасне (2015 рік) фото. Вид на місток зі сторони руху автобуса. У нижньому правому кутку фото видно маленький пам'ятник, який розташований на місці загибелі Віктора — з того боку дороги, де сталося зіткнення машини Віктора з «Ікарусом».

### Версії Каневського
У 2007 році російський телеканал НТВ і творці документального фільму з циклу «Слідство вели…» з Леонідом Каневським поширювали різні версії навколо причин загибелі Віктора Цоя: що Цой потрапив у аварію, коли намагався переставити іншою стороною касету у своєму магнітофоні, через що відволікся від керування автівкою в «сліпому повороті» дороги, або що на дорозі перебувала третя машина з високим латиським посадовцем КПРС всередині. Цей автомобіль притиснув до узбіччя і підрізав автівку Віктора, внаслідок чого Віктор різко виїхав з узбіччя на зустрічну смугу, де й зіткнувся з «Ікарусом».

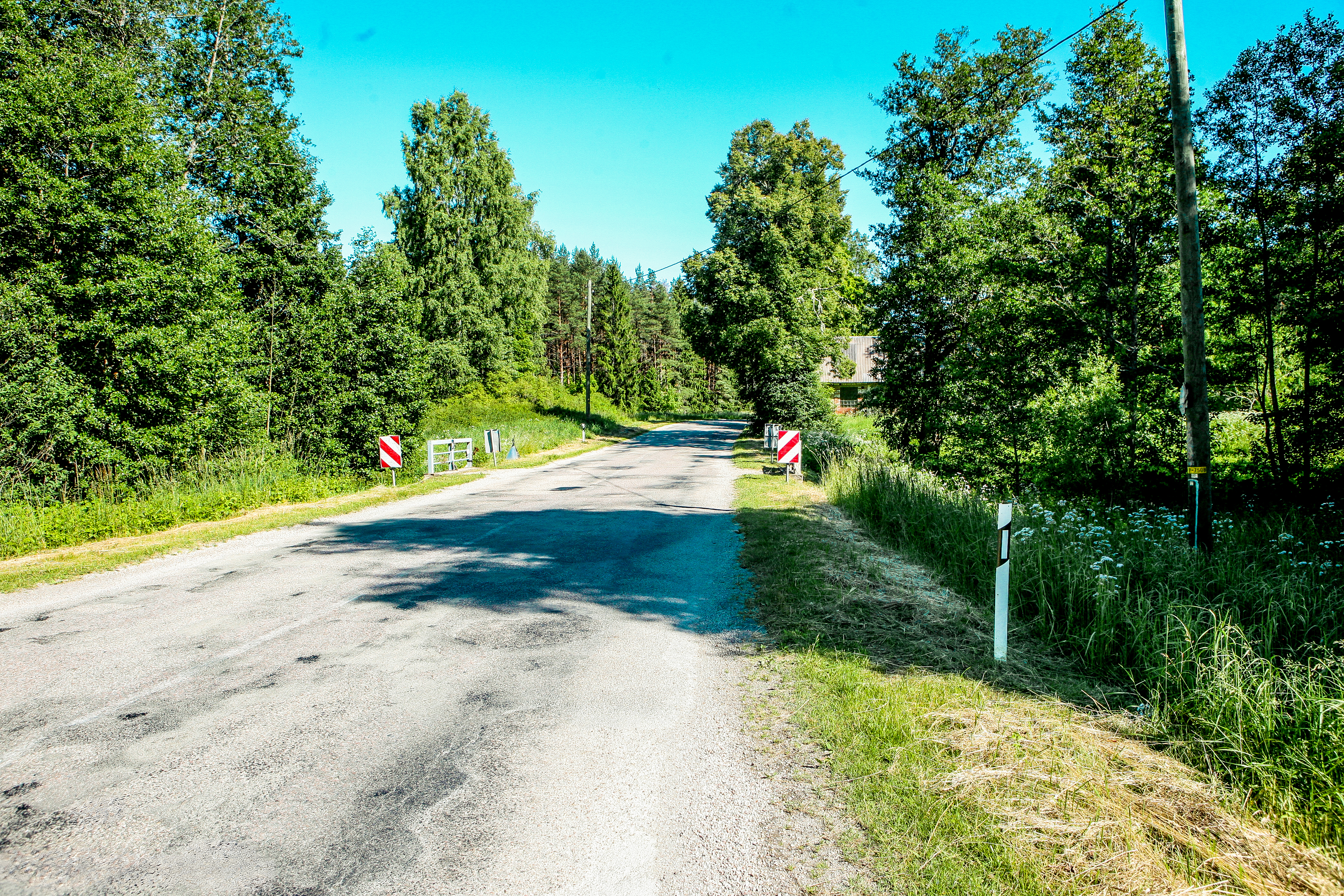
Сучасне (2015 рік) фото. Вид перед містком зі сторони руху автомобіля Віктора. Зіткнення відбулося за містком.

Ця версія була оголошена як головна. Але тут існує ряд протиріч. Якщо при швидкості в 120 км/год двигун автомобіля «Москвич-2141» дуже сильно гуде, то як міг Цой, взагалі, прослуховувати свої записи. Крім того, неможливо заснути на такій швидкості при трясці і шумі двигуна. У телепередачі «Діти хвилин» наводиться інформація про те, что Юрій Айзеншпіс придумав якийсь піар-хід, що нібито касета з демозаписом альбому перебувала в автомобілі Віктора Цоя, і в момент аварії сам носій залишився неушкодженим. Проте, цієї касети з демозаписом в автомобілі бути не могло — її за день до трагедії забрав у Петербург Георгій Каспарян — 14 серпня о п'ятій годині вечора він поїхав з касетою в Санкт-Петербург, а ранком 15-го, близько шостої ранку, Георгій вже був у Петербурзі. Про це Каспарян розповів у 2005 році — після смерті в цьому ж році Юрія Айзеншіса. Як відомо, в уламках автомобіля «Москвич» знайшли лише три вудки й інші рибальські знаряддя, магнітофон, колонки, інструмент, запасне колесо, документи, гроші й дві маленькі рибки.
Також слід взяти до уваги, що в так званий «Чорний альбом» увійшли 9 пісень написаних у різний час. Усі пісні, окрім «Слідкуй за собою» (вона була записана на «Мосфільмі» коли писали музику для «Асси») були новими (для масового слухача). Не всі пісні, які Віктор підготував для альбому, ввійшли у випущений альбом. Вони згодом увійшли в так званий альбом «Невідомі пісні».
Детальніше про альбом див.: «Чорний альбом» і спроба заміни соліста «Кино»
У 2013 році російський державний федеральний телеканал РЕН-ТВ за допомогою телепередачі рос. «Специальный проект. „Роковая любовь“ — Виктор Цой» (від 26.09.2013) розповсюджував інформацію про те, що слідство так і не змогло встановити людину, яка бачила Цоя останньою. Проте, у програмі «Живаго» 22 червня 2002 року Юрій Айзеншпіс говорив, що свідки були. Це була перша публічна розповідь Айзеншпіса щодо смерті Віктора. За версією слідства, останній свій ранок Віктор провів з вудочкою на березі в повній самотності.

### Версія про причетність Айзеншпіса
Існує версія, що у загибелі Віктора слід звинувачувати його імпресаріо з кримінальним минулим — Юрія Айзеншпіса. Смерть посилила інтерес до творчості Віктора. У країні була продана рекордна кількість касет, платівок тощо. На організований рахунок перераховувались величезні кошти, але ні батьки Віктора, ні вдова із сином не одержали хоч скільки-небудь значущої суми. Попри те, що фонд Віктора Цоя зібрав величезні кошти, ніхто досі не підіймав питання про те, на що саме пішли ці гроші. Зникла значна частина коштів Фонду Віктора Цоя, яка, згідно зі здогадами, йшла на розкрутку гурту «Технологія» (з яким співпрацював саме Айзеншпіс).
Журналісти писали, що на основі аналізу клітин мозку був зроблений висновок, що Цой заснув за кермом, ймовірно від перевтоми, що й послугувало мотивом версії, ніби водій заснув. Айзеншпіс стверджував, що версія, ніби Віктор заснув за кермом, виникла через те, що на правій стороні дороги за декілька десятків метрів до місця аварії було знайдено сліди протектора «Москвича», на якому їхав Віктор. Тому припустили, що він заснув і з'їхав у сторону, а коли на швидкості потрапляють на іншу сторону, то автомобіль виносить. Проте, версію що водій заснув перекреслює той факт, що Віктор намагався повернути автомобіль на дорогу, — для чого він різко вивернув кермо, внаслідок чого автомобіль опинився на зустрічній смузі дороги.
Айзеншпіс вважав, що або Віктор заснув за кермом дещо раніше, або не впорався з керуванням. Юрій Айзеншпіс у своїй книзі називає Юрія Бєлішкіна «персонажем, який намагався адмініструвати групу ще в санкт-петербурзькому рок-центрі» і «відносно нікчемним адміністратором». Хоча сам Айзеншпіс був продюсером лише одного альбому «Кино» — посмертного.
Після смерті Цоя Юрій Айзеншпіс заявив, що пісні, котрі входили в «Чорний альбом» були знайдені в автомобілі Цоя після загибелі, — що, після виходу на ринок альбому, принесло Айзеншпісу величезні гроші, а тираж перевищив 1 200 000 екземплярів. На померлому артистові Айзеншпіс заробив ім'я та 4 мільйони доларів. У телепередачі «Діти хвилин» наводитися інформація про те, что Юрій Айзеншпіс придумав якийсь піар-хід, що нібто касета з демозаписом альбому перебувала в автомобілі Віктора Цоя, і в момент аварії сам носій залишився неушкодженим. У 2005 році гітарист Юрій Каспарян спростував це і сказав, що особисто забрав демо-касету за день до трагедії і на ранок, у день загибелі Віктора, касета була вже у Санкт-Петербурзі.

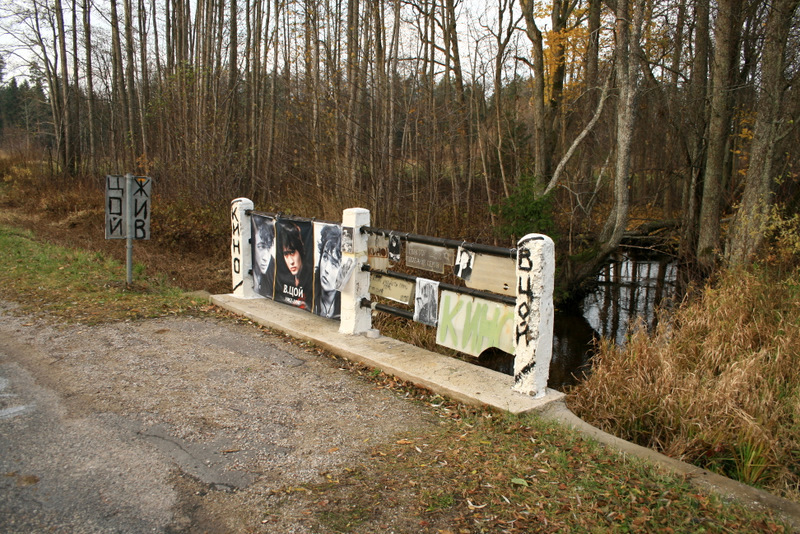
Ділянка асфальту на містку в місці його розширення. (фото від 31 жовтня 2010 року)

|                           | Була дуже сильна в шоу-бізнесі версія про те, що Віктор Цой, безперечно, був під наглядом у спецслужб — його прослуховували, за ним слідкували. Сила його впливу на маси, на молодь була такою колосальною, що, звичайно, якби він завтра забажав балотуватися в президенти — за нього б проголосували. |
| — Лена Леніна, письменник | |

### КДБ
У 2007 році видання «Кримінальний кур'єр» опублікувало статтю ще з однією версією, яка нібито ґрунтувалась на електронному листі до редакції від якогось «Яніса з Риги». Стаття розповідає, що Яніс і ще двоє чоловіків на риболовлі підійшли до Віктора і сказали йому, що його сина викрали, і що якщо Віктор хоче його побачити, то повинен проїхати з ними. Янісу було заплачено за те, щоб налякати Віктора. Коли Віктор побив нападників і ті вибиралися з води, — кинувся тікати на автомобілі. Коли нападники його врешті наздогнали, то застали лише жахливу аварію.
Існує версія, що агенти КДБ перед поїздкою злили гальмівну рідину або просто знесли автомобіль з дороги, а пізніше представили вбивство як дорожню катастрофу. Якийсь «чекіст Сергій Циганов» у книзі Наталії Тендори стверджує, що це вбивство, як було і з катастрофами, де загинули Лариса Шепітько, Михайло Євдокимов, Леонід Федорович Биков. Розслідування не розглядало версію «підлаштованої» трагедії. На місці автокатастрофи гальмівного сліду автомобіля «Москвич» не було.

##### Версія Юрія Антипова станом на 2017 рік
У 2017 році офіційну версію трагедії переглянув російський незалежний технічний експерт член СРО «АТЕ» Росії (НП Саморегульована організація «Асоціація технічних експертів») Юрій Антипов. Експерт довів і ґрунтовно заперечив випадковість ДТП, засинання за кермом, вину Віктора у ДТП, фактами спростував твердження слідства про значне перевищення швидкості у автомобіля Віктора Цоя перед ДТП, яке нав'язувалася суспільству 27 років. Експерт переконаний, що ситуація, яка склалася на шосе до ДТП, носить явно кримінальний характер.
Експерт Юрій Антипов фактичним матеріалом довів:
1. Численні суб'єктивні версії, засновані на помилкових висновках слідства, в результаті призвели до опису ситуації, яка склалася на шосе до ДТП, в котрій багато було залишено без доказів і ґрунтувалося тільки на особистому суб'єктивному досвіді авторів.
2. Швидкість автомобіля «Москвич-2141» перед зіткненням не перевищувала 15 км/год, навіть, можливо, була ще меншою.
3. Віктор Цой повертався з риболовлі і під'їхав до ділянки шосе, на якому сталася ДТП, набагато раніше ДТП.
4. Автомобіль Віктора Цоя, крайньою мірою, від автобусної зупинки до початку виїзду з узбіччя був під контролем і керувався людиною. Про це свідчить рух автомобіля, паралельний дорожньому покриттю, як на прямолінійній ділянці дороги, так і в повороті, що почався ще до в'їзду на місток. Людина, яка керувала рухом автомобіля, перед містком завчасно в русі змістила автомобіль лівіше перед містком, щоб не зачепити стовпчики огорожі, а після проїзду огорожі повернула автомобіль на колишню траєкторію руху — правими колесами по узбіччю.
5. Ніяких заносів і юза автомобіля, виходячи з траєкторії руху і схеми ДТП, не було.
6. Ніяких моментів з «раптовою» появою автобуса з повороту в момент ДТП не було. Проведене точне рекогностування місцевості на місці ДТП повністю виключає момент раптовості.
7. При русі від автобусної зупинки до моменту зіткнення з автобусом легковий автомобіль не стикався з жодними перешкодами, включаючи дорожні огорожі.
8. Швидкість автомобіля «Москвич-2141», крайньою мірою, на момент виїзду на дорогу з узбіччя і до місця зіткнення не перевищувала 15 км/год. Встановити швидкість руху легкового автомобіля на ділянці руху від автобусної зупинки до остаточного виїзду в сторону автобуса не представляється можливим. Але, з огляду на характер траєкторії руху легкового автомобіля при об'їзді стовпчиків містка, коли автомобіль на короткому відрізку зробив «переставку», можна з досить високою часткою ймовірності говорити, що і від автобусної зупинки легковий автомобіль їхав досить повільно.
9. Характерні пошкодження внутрішніх поверхонь рук нижче ліктьового суглоба, можуть свідчити, що в момент зіткнення легкового автомобіля з автобусом руки Віктора Цоя (як мінімум, права) не перебували в зігнутому стані на кермі, а були в опущеному вниз стані.
10. Водій автобуса каже неправду.
11. Відбулося вбивство Віктора Цоя.

За сукупністю всіх фактів створюється наступна картина того, що відбувається того дня на шосе. Хтось зупинив машину В. Цоя біля автобусної зупинки. Перевів Віктора Цоя в недієздатний стан. Відштовхав по узбіччю автомобіль до повороту. Дочекався, коли до повороту наблизиться автобус, вивернув колеса «Москвича-2141» вліво на зустрічну смугу, і включив першу передачу механічної коробки передач автомобіля. Відпустивши зчеплення, відправив нерухомого Віктора Цоя в останню путь назустріч автобусу. Також, експерт переконаний, що цього (цих) людей бачив водій автобуса, і він про це мовчить. А те що водій каже неправду також є елементарно доведеним.
Нарешті, експерт робить і більш ширшими свої висновки, з урахуванням всіх фактів, включаючи коментарі водія:
|  | «Було відомим, що В. Цой їздить на риболовлю один. Був відомий його маршрут і приблизний час повернення. Тому дочекатися Віктора на шосе в необхідному місці було зовсім не важко. Також не важко зупинити автомобіль (наприклад, біля автобусної зупинки просто «проголосувавши» — подавши сигнал жестом руки). Одним із способів знерухомити Віктора, наприклад, могла бути проста ін'єкція, сліди від якої ніхто шукати не буде, як і саму впорскнуту речовину. Цей, чи якийсь інший спосіб не представляється нездійсненним. Відкотити по узбіччю автомобіль на відстань 100 метрів не є труднощами. А далі, перед поворотом потрібно було очікувати приїзду важкого транспорту, ще краще, транспорту без зайвих свідків. Коли з кущів, з'являється важкий порожній автобус «Ікарус». Автобус був в ремонті. І легко знати (або організувати) день і годину, коли автобус покине автопідприємство. І направити автобус саме так, як потрібно. Згідно слів водія автобуса, він зробив гак, тобто їхав по зміненому маршруту після ремонту. Він попрямував (випадково?) саме до того місця, де на узбіччі стояв «Москвич». Зв'язатися по рації з людиною, що відстежує рух автобуса, і повідомити, що «Москвич» вже стоїть на умовленому місці також не представляє труднощів. За свідченням водія автобуса, він каже, що затримався (або таки затримали?) з виїздом на трасу. Невже водій автобуса, котрого затримували, чекав дзвінка про готовність «Москвича» на умовленому місці? Дуже дивно, що водій автобуса, бачачи як ПОВІЛЬНО котиться перед ним (спеціально виділив це слово, тому що фактами встановлена мінімальна швидкість кочення автомобіля з В. Цоєм), таки не натиснув на гальмо перед зіткненням. Я не звинувачую водія автобуса, хоча факти говорять, що він щось приховує. Адже випустити автобус з «ремонту» в певний час і так «відремонтувати» його, щоб при екстреному гальмуванні гальма відмовили (адже не проводилася автоекспертиза), а також зробити затримку з виїздом могли люди, зовсім і без участі водія автобуса.» |

Крім цього, експерт підтверджує, що поширене фото пошкодженого автомобіля Цоя — фейкове. На фото присутнє неспівпадіння державного реєстраційного номера автомобіля — на фото досить чітко в номері проглядається цифра «4», коли номер автомобіля Цоя: Я6832ММ. Окрім цього, фото належить автомобілю, на який явно щось впало — на фото бачимо продавлені центральну частину кабіни, але передня частина ціла. У автомобіля Цоя пошкодження повинні бути зовсім іншими. Юрій Антипов підтверджує, що фотографій зроблених відразу після аварії з місця ДТП просто немає, або, передбачає експерт, їх просто приховують. Немає фотографій ні автомобіля Віктора відразу після ДТП, ні фотографій пошкодженого після ДТП автобусу:

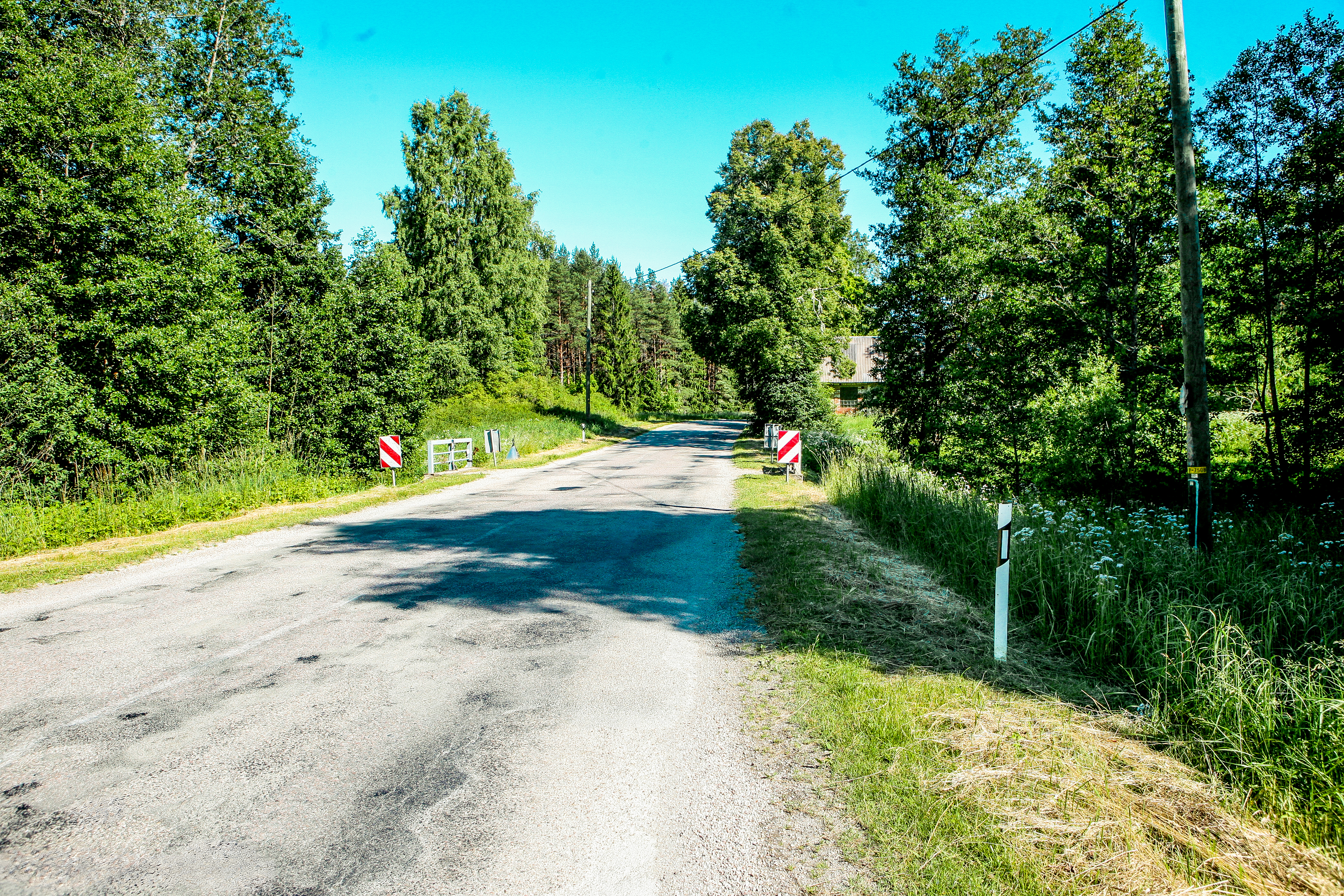
Сучасне (2015 рік) фото. Вид перед містком зі сторони руху автомобіля Віктора. Зіткнення відбулося за містком.

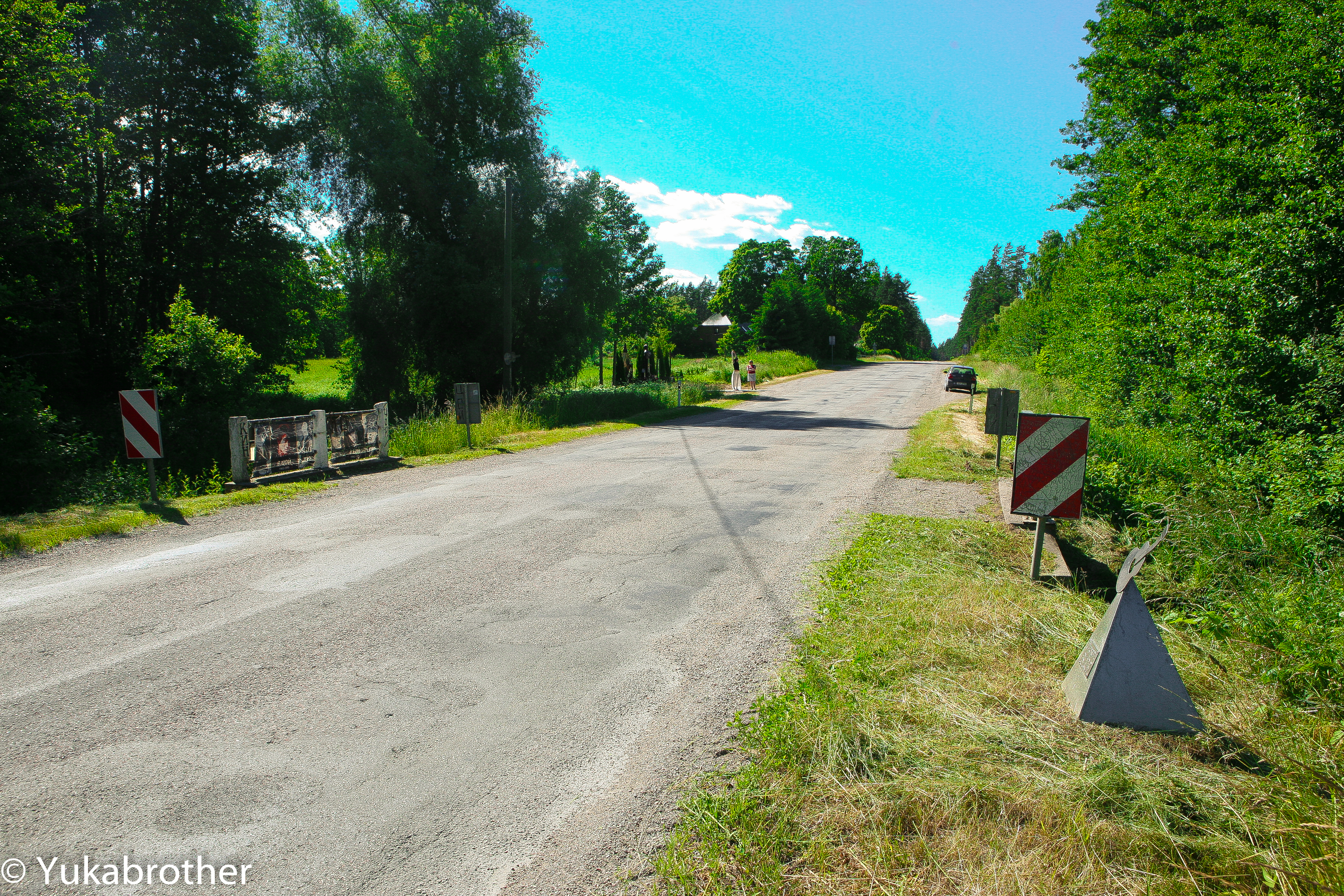
Сучасне (2015 рік) фото. Вид на місток зі сторони руху автобуса. У нижньому правому кутку фото видно маленький пам'ятник, який розташований на місці загибелі Віктора — з того боку дороги, де сталося зіткнення машини Віктора з «Ікарусом».

Більш ширший опис висновків експерта такий:
У медичній експертизі дуже сильно превалюють пошкодження тіла В. Цоя з правого боку. Це означає, що удар автобусом по легковому автомобілі припав з правого боку легковика — праворуч-спереду. Щоб покінчити з життям самовбивці не підставлятимуть праву сторону свого автомобіля в умовах правостороннього руху, оскільки імовірність вижити в цьому випадку набагато вища, ніж фронтальний удар або зіткнення лівою стороною (з боку водія) із зустрічним автомобілем.
За документальною інформацією, легковик В. Цоя 88 метрів до містка їхав паралельно дорозі правими колесами по узбіччю. Згідно зі схемою ДТП, «Москвич», під'їхавши до стовпчиків містка, трохи змістився вліво, обігнув їх об'їзжаючи, і повернувся на початковий паралельний курс правими колесами по узбіччю. І такий рух автомашина продовжила після містка ще на відстані більше 10 метрів. Рух паралельно дорожньому полотну по прямій дорозі, завчасне зміщення вліво перед містком і знову повернення на той же курс після проїзду містка — все це однозначно вказує, що автомобіль В. Цоя на всій ділянці від автобусної зупинки до містка (88 метрів), при проїзді повз стовпчики огорожі і далі на відстані як мінімум 10 метрів був під контролем і керуванням людини.
Згідно з координатами точного рекогностування території місця ДТП, середину містка водій автобуса бачив з відстані 74 метри. Саме з цього місця обидва водії бачили один одного. Тому, поява автобусу з-за повороту не була для Віктора несподіванкою. До точки зіткнення з «Москвичем» автобусу залишається проїхати (згідно зі схемою ДТП) 74 − 20 = 54 метри. Якщо на цей момент дослідження гіпотетично припустити, що слідство має правоту в своїх висновках щодо швидкості автобуса в межах близько 70 км/год, а «Москвича-2141» не менше 100 км/год, то в цей момент розігнаний з такою швидкістю автомобіль В. Цоя повинен був би знаходитися від точки зіткнення на відстані 77 метрів. Значить, автомобіль В. Цоя і автобус, коли водії побачили один одного, розділяла відстань 54 + 77 = 131 метр. Тому, всі твердження (в ЗМІ і ТБ) про те, що поява автобуса стала несподіванкою для В. Цоя і викликала у нього переляк і подальші неадекватні дії — є вигадками, які не підкріплені реальними фактами.
На всій досліджуваній ділянці руху автомобіля «Москвич-2141» немає жодної згадки про юз коліс із залишенням слідів юзу на асфальтовому покритті дороги. Погода в день ДТП (15 серпня 1990 року) була без дощів, досить тепла (вранці +24 градуси). Тому на сухому і відносно м'якому асфальті (за свідченням людей, котрі приїхали на місце ДТП, каблуки вдавлювалися в асфальт на сонячних місцях) коефіцієнт зчеплення навіть не дуже якісної гуми досить високий, і вже звичайно, при виникненні юзу в таких умовах гума б обов'язково залишила слід юзу на асфальті.
Наступним моментом, який доводить відсутність юзу чи заносу автомобіля В. Цоя протягом досліджуваної ділянки дороги, аж до зіткнення з автобусом, є пояснення на схемі ДТП, що сліди на узбіччі залишені «протектором» «Москвича-2141». У випадку юзу ж, коли колеса залишають за собою тільки поздовжню канавку на узбіччі, — на схемі ДТП було б написано «сліди коліс». Тому можливе зіткнення зі стовпчиками моста є і було неспроможною версією. Після зіткнення переднім правим кутом легковика об стовпчик огорожі легковик В. Цоя неминуче б розвернуло, причому за годинниковою стрілкою, і задня частина його автомобіля при цьому стала б поперек шосе, і удар автобусом припав би в ліву бокову частину автомобіля. І тоді не було б продовження слідів протектора правих коліс після містка. У цьому випадку при розвороті за годинниковою стрілкою автомобіль своїм переднім правим колесом залишив б на узбіччі тільки канаву юза. Заперечує удар об стовпці огорожі і сама схема ДТП. Іншим доказом того, що автомобіль Цоя не зачепив стовпців огорожі є слова самого водія автобусу на відео у Репортажі Першого Балтійського каналу (в інтервалі часу відео 0 хв 50 сек — 1 хвилина водій автобуса стверджує, що машина В. Цоя проїхала в 20 см від стовпчиків, і не врізалася в них).
Також, експерт звертає увагу, що водій автобуса не почав би їхати на узбіччя поки ще не бачить ніяких перешкод на своїй смузі руху. Тим більше, що автомобіль В. Цоя тулиться до свого правого узбіччя. На схемі ДТП слід правих коліс автобуса з'являється на узбіччі ще за 9,1 метри до місця зіткнення. Це означає, що до цього моменту водій автобуса усвідомив, що зустрічний «Москвич-2141» створює йому перешкоду на його смузі руху. Навіть при дуже хорошому результаті реакції водія і часу на початок обертання великого рульового колеса «Ікаруса» це займе 0,5 секунди. За цей час автобус проїжджає на швидкості 70 км/год приблизно 10 метрів. Отже, за офіційною документацією виходить, що аварійна ситуація на смузі руху автобуса створилася, коли від автобуса до місця зіткнення було 9 + 10 = 19 метрів. Тоді, експерт знову повторює розрахунок за офіційною інформацією з умовою вияснити де ж тоді був автомобіль В. Цоя, коли водій автобуса усвідомив для себе небезпеку у вигляді перешкоди на своїй смузі руху? Експерт застосовує гіпотетичну швидкість «Москвича-2141» 100 км/год і отримує, що згідно офіційних документів до місця зіткнення автомобіль В. Цоя повинен був знаходитися в 27 метрах до місця зіткнення. Але, згідно з схемою ДТП, автомобіль В. Цоя в цей момент не лише не міг виїхати на зустрічну смугу, створивши перешкоду автобусу, бо перебуваючи за 27 метрів до точки зіткнення автомобіль В. Цоя ще навіть не наблизився близько 5 метрів до містка і його стовпчиків. Водій автобуса ж описує, як автомобіль В. Цоя об'їжджає стовпчики, не створюючи при цьому небезпеки автобусу. Тоді виникає питання, чому ж водій автобуса став йти в сторону узбіччя, якщо «Москвич» ще навіть не доїхав до містка?
Виходячи з наявних даних, ширина дорожнього покриття в місці ДТП дорівнює округлено 5 метрів. Відповідно, ширина узбіччя з боку руху автомобіля В. Цоя не перевищує 80 см. Зі Схеми видно, що за 8,5 метрів (20 м — 11,5 м) до місця зіткнення праві колеса «Москвич-2141» перебували ще на узбіччі. З урахуванням дуже пологої (з великим радіусом) траєкторії виїзду правих коліс на асфальтоване покриття, можна з дуже великим ступенем ймовірності стверджувати, що по цій колії їхало заднє праве колесо автомобіля. При різкому повороті наліво автомобіль В. Цоя залишив би на узбіччі дві колії від правих коліс. Траєкторія сліду від переднього правого колеса не збіглася б з колією заднього правого колеса, і на схемі в цьому випадку були б відображені дві різні колії, які розходяться.
Розміри «Москвич-2141»: довжина 435 см, ширина 169 см. Від моменту, коли автомобіль В. Цоя виїхав з узбіччя і по діагоналі почав рух в бік зустрічної смуги, від його переднього бампера до місця зіткнення з автобусом залишалося не більше 4 метрів. І саме з цього моменту він би почав «загрожувати» зіткненням з автобусом. Саме тільки з цього моменту водій автобусу повинен був почати усвідомлювати небезпеку і вживати заходів для запобігання зіткнення. Раніше ж, коли автомобіль В. Цоя був під невеликим діагональним кутом і ще не перетнув центральну розділову лінію шосе, це розташування на дорозі автомобіля «Москвич-2141» не могло з випередженням за часом викликати реакцію водія автобуса. Проте водій автобуса почав реагувати на перешкоду на своїй смузі руху, ще за 19 метрів до точки зіткнення. А автомобіль В. Цоя був до точки зіткнення всього в чотирьох метрах. Отже, «Москвич-2141» дуже-дуже повільно після відходу з узбіччя почав рухатися по діагоналі на зустрічну смугу руху. Його швидкість при русі до точки зіткнення на зустрічній смузі була приблизно в 5 разів (19:4) менше швидкості автобуса і становила не більше 15 км/год. І тоді тільки в цьому випадку сходяться свідчення водія автобуса. Так, водій автобусу бачив, як «Москвич-2141» обігнув стовпчики огорожі містка, тому що, рухаючись з малою швидкістю, автомобіль В. Цоя до цього моменту вже повільно проїхав місток і накручував останні метри по узбіччю, перед тим як почати рух в сторону зустрічної смуги назустріч автобусу.
У цьому випадку стає зрозумілою і реакція водія автобуса. Бачачи як повільно їде по діагоналі дороги легковий автомобіль, він не став скидати швидкість, він не став різко крутити кермо в сторону узбіччя (згадуємо плавний відхід сліду автобуса на узбіччя), і він не став екстрено гальмувати (немає на схемі ДТП гальмівного шляху від автобуса на асфальті). Водій автобуса сподівався встигнути об'їхати повзучий назустріч йому по діагоналі автомобіль. Але не вдалося. Таким чином слова водія про дорожню обстановку не відповідають істинній картині події того фатального дня:

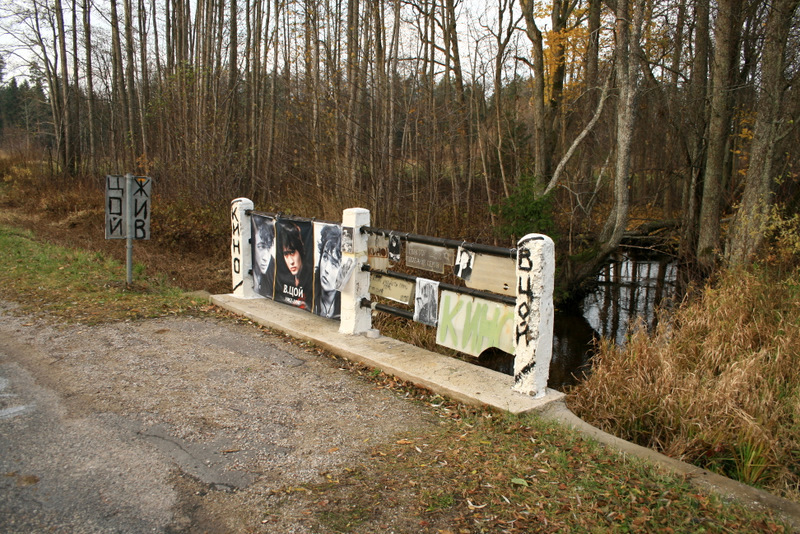
Ділянка асфальту на містку в місці його розширення. Фото від 31 жовтня 2010 року.

Також, експерт робить висновки, що Віктор дуже рано повертався з риболовлі, і що він підїхав до ділянки ДТП набагато раніше, ніж ДТП відбулося. Можливо, Віктора Цоя чекали до сніданку, а ще вкрай невдалий рибний кльов теж додатково свідчить про дуже гарячу погоду (Віктор зловив 2 рибки), і це все разом говорить про те, що були всі підстави повернутися Віктору з риболовлі раніше полудня. А от об'єктивні чинники — сирі від ранкової роси праві колеса автомобіля, що залишили відбитки протектора як на піщано-трав'янистому узбіччі, так і на ділянці асфальту на містку (місток на місці узбіччя має розширення) — підтверджують, що раніше повернення (задовго до часу ДТП) дійсно було.
Таким чином, автомобіль Цоя, заїхавши на узбіччя на ділянці шосе перед місцем ДТП і рухаючись по ній, коли ще не висохла ранкова роса, повинен був на якийсь час зупинитися і очікувати появи автобусу. Як не дивно, але ця тимчасова відмітка також присутня на схемі ДТП, котру склав слідчий. Піщано-трав'янисте покриття узбіччя зберігається як до містка, так і після нього. Тому сліди відбитків протектора від правих коліс після проїзду містка продовжилися (див. схему ДТП). А ось далі автомобіль відрулює від узбіччя.
Отже, суб'єктивні чинники: прокинулася рано вранці сім'я і, можливо, чекає Віктора Цоя до сніданку, вкрай невдалий рибний кльов — говорять про те, що у Віктора були всі підстави повернутися з риболовлі раніше полудня.
Об'єктивні чинники — сирі від ранкової роси праві колеса машини, що залишили відбитки протектора як на піщано-трав'янистому узбіччі, так і на ділянці асфальту містка підтверджують, що раніше повернення (задовго до часу ДТП) дійсно було.
Після того, як доведеною є мала швидкість руху «Москвич-2141» на момент зіткнення з автобусом, доведеним є той факт, що автомашина Віктора Цоя виявилася на фатальній ділянці шосе задовго до самого ДТП, породжує напрям розвитку ситуації таким чином, що автомобіль Цоя, заїхавши на узбіччя на ділянці шосе перед місцем ДТП і рухаючись по ній, коли ще не висохла ранкова роса, повинен був на якийсь час зупинитися і очікувати появи автобусу. Ця відмітка також присутня на схемі ДТП, складеній слідчим: сліди протектора (див. Схему) присутні на обочині до містка, на самому містку на його асфальтовому покритті, і продовжуються після містка знову на обочині. А от, коли після цього автомобіль Цоя вже вдруге виїздить на асфальтове покриття — відпечатки протектора вже відсутні, і на схемі ДТП їх немає. Якби легковий автомобіль до і після містка рухався без зупинки, то стан узбіччя б не змінився і мокрі колеса «Москвича-2141» залишили б слід на повторному виїзді на асфальт дороги. Так само, як вони залишили слід при проїзді через асфальтову площадку містка. Відсутність відбитків малюнка протектора може статись лише в одному випадку — коли колеса, які раніше рухалися по сирій від роси, траві, при виїзді на асфальт дороги вже висохли як і трава на узбіччі. Щоб автомобіль залишив відбитки протектора на обочині, вона, як мінімум, повинна бути вологою.
Азимут напрямку дороги по ходу руху машини Віктора Цоя приблизно 120 градусів. І сонце, що піднялося в 6 годині ранку з азимутом 60 градусів (з лівого боку дороги), вже, починаючи з 10:30 год, почало освітлювати праву сторону автомобіля Віктора, який стояв припаркованим на узбіччі після містка, висушуючи мокрі від роси праві колеса і траву узбіччя.
Під час ДТП дощу не було, і в районі від Риги до місця ДТП (менше 50 км), починаючи з 11 серпня — за чотири дні дощів не було. За день до ДТП максимальна температура повітря удень складала +24,5 °C. Уночі, у день ДТП, мінімальна температура склала +14,5 °C. Таким чином, був дуже великий перепад температури між денною та нічною температурами, який склав 10оС. Як відомо, в Латвії, через близькість до фінської затоки і наявності водойм досить висока вологість. Експерт наводить інформацію вологості з архіву по місту Юрмала за серпень місяць 2015 року. У районі місця ДТП (від узбережжя фінської затоки всього біля 2 км) вологість була не нижче 65 %. Згідно I-d діаграми, після денної температури 24,5 °C при вологості 65 % точка роси наступає при охолодженні повітря приблизно до 19 °C. Оскільки вночі на дату ДТП температура опустилася до 14 °C, це означає, що була роса на траві загалом і на траві узбіччя, в тому числі. Таким чином стає зрозумілим, чому на схемі ДТП слідчим вказана траса із відбитками протектора правих коліс автомобіля Віктора Цоя. Легковик їхав по вологому від роси узбіччі (пісок + трава) і колеса залишали на ній чіткі сліди протектора. Згідно архівних даних, день 15 серпня був одним з найспекотніших в серпні 1990 року з денною температурою повітря вище 26оС і висока температура сприяла ранньому випаровуванню ранкової роси.

### Важливі факти
- В СРСР у 1988 році з ініціативи генерального секретаря ЦК КПРС М. Горбачова впроваджувалася конституційна реформа — реформа компартійно-радянської системи державної влади в СРСР. Діючи в рамках бюрократичної перебудови, реформатори прагнули пристосувати радянський лад до викликів сучасності шляхом «демократизації» політичного режиму. Кадрові зміни у вищому керівництві, що були необхідні для забезпечення успіху реформ, М. Горбачов розпочав одразу після приходу до влади. Склад вищого органу компартійного керівництва продовжував інтенсивно оновлюватися і в наступні роки. З політбюро ЦК пішли Д. Кунаєв, А. Громико, В. Щербицький, М. Соломенцев, Г. Алієв[52]. Новий генсек змінив персональний склад цього органу майже повністю, з попередніх його членів залишався тільки В. Воротніков, обраний на цю посаду 1983 року[52]. Конституційна реформа запрацювала в період 1989—1990 рр.
- 18 серпня відбулось самопроголошення нового органу влади в СРСР — ГКЧП (існував з 18 по 21 серпня 1991 року), який утворили перші державні та посадові особи Радянського уряду, які виступили проти проведених Президентом СРСР М. С. Горбачовим реформ Перебудови і перетворення Радянського Союзу в новий «Союз Суверенних Держав». Дії ГКЧП призвели до подій, що стали відомими як «Серпневий путч». Путч апаратників протистояв як Горбачову, так і Єльцину (згодом першому президенту Російської Федерації). Хоча колишні члени розпущеного ГКЧП та особи, які активно сприяли їм, були арештовані (22 по 29 серпня 1991), проте згодом всіх їх відпустили під підписку про невиїзд (з червня 1992 року по січень 1993), а згодом — амністовані (23 лютого 1994, ще до вироку суду, обвинувачених у справі ГКЧП (крім Валентина Варенникова) амністувала Держдума попри заперечення Єльцина).

Див. також: Борис Карлович Пуго — латиш, міністр внутрішніх справ СРСР, член ГКЧП. 18 серпня 1991 року, він повернувся до Москви, після відпочинку у Криму, де відпочивав з родиною.
- 27 серпня 1991 року через нещасний випадок від крововиливу в мозок помер Майк Науменко.
- Після путчу, 6 жовтня 1991 року в Санкт-Петербурзі, за кілька хвилин до виконання пісні рос. «Господин президент» був убитий Ігор Тальков. Пісня є останнім студійним записом Ігоря Талькова, мала бути виконана на збірному концерті зірок естради, і являла собою звернення в художній формі до Президента РРФСР Бориса Єльцина, стилізоване під народне, з вимогою відсторонення від влади Президента СРСР Михайла Горбачова, розпуску Верховної Ради СРСР, ліквідації радянської державної символіки і заміни її на дореволюційну, а також здійснення інших соціальних і політичних реформ. Зброю, з якої був убитий музикант, не знайдено, повний склад учасників бійки невідомий, а саме вбивство до теперішнього часу вважається нерозкритим.